# Смолоскип (журнал)
«Смолоски́п», або «Смолоски́пи»:
- «Смолоскипи» — місячник націоналістичної молоді, що виходив у Львові в 1927—1928 роках під редакцією О. Боднаровича. Усього вийшло 6 номерів журналу: чотири — в 1927 році, по одному — в 1928-му (із додатком під однойменною назвою) і 1929-му. У часописі друкували статті В. Аркадіїва, О. Боднарука, М. Галущинського, О. Дніпровського, Д. Донцова, М. Кареєва, присвячені вихованню молоді в національно-свідомому дусі. Також друкували матеріали про гуртки української націоналістичної молоді, про розвиток студентського руху в Галичині та поза її межами, історичні матеріали, насамперед про листопадові події 1918-го, поетичні твори І. Франка, О. Олеся, О. Боднаровича, Ю. Косача[1];
- «Смолоскип» — назва журнал, який виходив у 1952—1968 роках: до 1956 року — як молодіжна сторінка при «Українському Слові» в Парижі, згодом — як самостійний журнал (130 випусків). Редактор журналу О. Зінкевич. Видання присвячувало увагу студентській проблематиці та висвітлювало творчість «шестидесятників» з України;
- «Смолоскип» — видання імені В. Симоненка, засноване 1967 року в Балтіморі (США). Перевидавало твори українського самвидаву й заборонені в Україні літературні твори, серед яких поезії Л. Костенко, твори В. Голобородька, І. Калинця, О. Бердника, «Собор» О. Гончара, «Більмо» М. Осадчого, «Собор у риштуванні» Є. Сверстюка, «Золоті Ворота» О. Бердника «Бумеранґ» (твори В. Мороза), самвидавні випуски «Українського Вісника» (чч. І — II, III, IV, VI і VII — VIII), збірки самвидавних документів з України «Широке море України», спогади Д. Піумука «За східнім обрієм» тощо. У 1974-му створено відділ «Smoloskyp Publishers» для українського самвидаву чужими мовами (голландською, англійською). Видано англійською мовою твори В. Мороза, «Етноцид українців в СРСР», «Український Вісник» (ч. VI і VII — VIII), три випуски «Листів українських жінок політв'язнів з мордовських таборів», інтерв'ю з політичними в'язнями пермських концентраційних таборів, листи о. В. Романюка;
- «Смолоскип» — Українська Інформаційна Служба (з 1967, ред. О. Зінкевич) інформує українську і чужу пресу про події в Україні (серед іншого про арешти, репресії, перебування в концентраційних таборах). До травня 1976-го випущено 225 пресових повідомлень. 1974 року створено англомовний відділ «Smoloskyp Information Service» для видання подібних звісток англійською мовою (редактор Б. Ясень; досі вийшло 28 повідомлень), з 1975 — іспанською (в Буенос-Айресі, редактор О. Яхно);
- «Смолоскип» — Організація на оборону людських прав в Україні, створена 1970 року для захисту українських політичних в'язнів. Видала 100 000 тематичних листівок англійською мовою про арешти й репресії в Україні, 250 000 буклетів і 22 000 портретів окремих українських політичних в'язнів; зібрала понад 20 000 підписів проти тортур політичних в'язнів, на оборону українських культурних діячів (В. Мороза, Н. Строкатої тощо), ув'язнених в СРСР, які передано Організації Об'єднаних Націй та іншим міжнародним організаціям (цією акцією керував А. Зварун). «Смолоскип» є членом Міжнародної амністії, організація брала участь у різних міжнародних конференціях і зустрічах (наприклад, конференції ООН Міжнародного Року Жінки в Мехіко, у «Переслуханнях Сахарова» в Данії, 1975).